# Sous un soleil de plomb
Albums de Gérald de Palmas
La Beauté du geste
(2016)
Singles
1. Personne
Sortie : 28 août 2023
2. L'amant infidèle
Sortie : 20 octobre 2023

Sous un soleil de plomb est le huitième et dernier album studio de Gérald de Palmas sorti le 10 novembre 2023.

## Pistes de l'album
| No  | Titre                   | Durée |
| --- | ----------------------- | ----- |
| 1.  | Prélude improvisé       | 1:55  |
| 2.  | L'amant infidèle        | 3:13  |
| 3.  | Sous un soleil de plomb | 3:59  |
| 4.  | Personne                | 2:53  |
| 5.  | Le dernier pas          | 2:56  |
| 6.  | Mélancolie              | 3:44  |
| 7.  | Les jeteurs de sorts    | 3:48  |
| 8.  | C'est la vie            | 3:51  |
| 9.  | La magie noire          | 3:09  |
| 10. | Triste transe           | 3:05  |
| 11. | Belle comme avant       | 3:08  |
| 12. | Balthazar               | 2:41  |